# Waldaschaff
Waldaschaff è un comune tedesco di 4 012 abitanti, situato nel land della Baviera.